# Symfonie nr. 5 (Barkauskas)
Vytautas Barkauskas voltooide zijn Symfonie nr. 5 opus 86 in 1986. De symfonie is somber gestemd, het is geschreven met de kernramp van Tsjernobyl in gedachten. Het is niet de meltdown die zelf verwerkt is in het stuk, maar de demagogie die het Sovjet-regime voor en na de ramp hanteerde.
De delen zijn genummerd 1 tot en met 5. Deel 1 is de opbouw naar de ramp toe. Deel 2 is het overgaan van klaroengeschal in trompetten naar onheil/voorspellingen in de trombones naar uiteindelijk militair dreigen. Deel 3 kan gezien worden als het scherzo, maar behandelt de naïviteit (en op zodanige manier behandeld worden) van de bevolking rondom de kerncentrale. Deel 4 is het serieuze deel waarin de ramp zich voltrekt op het menselijk vlak. Deel 5 is een naschrift met toch nog een redelijk positief klinkend eind. De symfonie moet in het kader gezien worden van de toenmalige wens van Litouwen (geboorteland van Barkauskas) om weer zelfstandig te worden en van het feit dat Litouwen een van de eerste landen was waar de fall-out neersloeg, dan wel overheen waaide.
Orkestratie
- 4 dwarsfluiten, 4 hobo’s, 3 klarinetten, 3 fagotten
- 4 hoorns, 4 trompetten, 4 trombones, 1 tuba
- 6 man/vrouw percussie, 1 harp, synthesizer, celesta en piano (of klavecimbel)
- violen, altviolen, celli, contrabassen

## Discografie
- Uitgave Avie Records: Lietuvos nacionalinis simfoninis orkestras o.l.v. Robertas Šervenikas in een opname van 9 januari 2007 in Vilnius